# Louis Jacques Ledesvé
Louis Jacques Ledesvé est un homme politique français né le 30 octobre 1756 à Rouen (Normandie) et mort le 	
18 juillet 1837 au Torp-Mesnil.

## Biographie
Fils de Louis Pascal Le Desvé, avocat au parlement de Normandie, Louis Jacques est avocat et Juge de paix du canton de Saint-Laurent-en-Caux. Il est élu député de la Seine-Inférieure au Conseil des Cinq-Cents le 23 germinal an V (12 avril 1797). Il siège jusqu'en l'an VII. Il est conseiller général de la Seine-Inférieure et est anobli par lettres patentes du 16 décembre 1815. Il est maire du Mesnil-Rury.
Il se marie en 1790 avec Amable Victoire Rigoult de Fennemare.
Il meurt à 80 ans dans son château du Mesnil-Rury.